# Soria (pokrajina)
Soria je provincija u sjevernom dijelu središnje
Španjolske. Nalazi se na istočnom dijelu španjolske autonomne zajednice Kastilja i León. Provincija ima 92.221 stanovnika (1. siječnja 2014.), a prostire se na 10.306,42 km². Sjedište provincije je Soria, grad u kojem stanuje gotovo 40% stanovnika provincije. 
Arancón je malo naselje u provinciji.